# New England Tea Men
O New England Tea Men foi um time de futebol com sede em Foxborough, Massachusetts e Boston, Massachusetts . Ele jogou na North American Soccer League (NASL) de 1978 a 1980. Mandava os seus jogo no Schaefer Stadium (1978 e 1980) e Nickerson Field (1979). Eles também jogaram uma temporada de futsal na NASL, usando o Providence Civic Center para jogos em casa. 
Os Tea Men eram originalmente de propriedade da subsidiária Lipton da Unilever e receberam esse nome tanto por causa da empresa, que vende chá, tanto pela Festa do Chá de Boston . 
O Tea Men ganhou sua divisão em 1978 e fez um novo playoff em 1980. No entanto, a equipe lutou pela solvência financeira em Massachusetts. Logo no início da temporada indoor 1980-1981  eles se mudaram para Jacksonville, Flórida e se tornou o Jacksonville Tea Men . 

## História
Tendo como o seu líder em campo o ex-atacante do Charlton Athletic FC, Mike Flanagan, o Tea Men conquistou grande sucesso com o público, com Flanagan a ganhar o prémio de MVP da liga. 
As temporadas subseqüentes não foram bem-sucedidas por duas razões importantes. Primeiro, Flanagan, contratado para Charlton, permaneceu na Inglaterra (uma tentativa de garantir a transferência por meio de uma transferência falhou, supostamente sobre os direitos de endosso). Em segundo lugar, a equipe foi temporariamente expulsa do Estádio Schaefer quando os donos da Foxboro Raceway - localizada ao lado - alegaram que os jogos do Tea Men's estavam causando problemas de trânsito nas datas das corridas. 
Depois de passar uma temporada infeliz no Nickerson Field, no campus da Universidade de Boston, a equipe chegou a um acordo com a Foxboro Raceway para jogar em Foxboro, mas não em datas de corrida. Como resultado, os Tea Men tiveram que jogar muitos jogos de segunda-feira à noite, o que causou a diminuição de público 
Depois de deixar a Nova Inglaterra, a equipe mudou-se para Jacksonville, na Flórida, e se tornou o Jacksonville Tea Men . 

## Títulos
| Títulos da Divisão (1) - 1983 Divisão Sul NASL Most Valuable Player - 1978 Mike Flanagan U.S. Soccer Hall of Fame - 2003 Arnie Mausser | All-Star First Team Selections - 1978 Gerry Daly - 1978 Mike Flanagan - 1978 Kevin Keelan - 1978 Chris Turner All-Star Honorable Mentions - 1978 Dave D'Errico - 1979 Artur Correia - 1979 Gerry Daly |

## Treinadores
- Noel Cantwell - Treinador principal
- Dennis Viollet - gerente assistente